# The Hockey News
The Hockey News, comúnmente abreviada como THN, es una revista canadiense de hockey sobre hielo publicada por Transcontinental. The Hockey News fue creada en 1947 por Ken McKenzie y Bill Côté, y desde entonces ha sido la publicación de hockey más reconocida en Norteamérica. Más de 225.000 personas leen cada número de la revista, y el sitio web tiene otros dos millones de personas leyéndolo.
Cada año se realizan un total de 34 versiones regulares. Otras siete revistas especiales - el Season Opener, People of Power and Influence, Future Watch, Draft Preview, Season in Review, the Best of Everything in Hockey, y el Yearbook - también se publican cada año. La mayor parte de la revista es sobre la Liga Nacional de Hockey y está escrita por escritores locales de los diferentes equipos. Otras ligas de hockey también se incluyen, pero se discuten con menos detalle.